# Hier encore je t'espérais toujours
 (février 2020).
Si vous disposez d'ouvrages ou d'articles de référence ou si vous connaissez des sites web de qualité traitant du thème abordé ici, merci de compléter l'article en donnant les références utiles à sa vérifiabilité et en les liant à la section « Notes et références ».
Pour plus de détails, voir Fiche technique et Distribution.
Hier encore je t’espérais toujours est un film documentaire canadien réalisé en 2008 suivant Nadine Bari en Guinée et retraçant son périple pour découvrir le sort réservé à son mari, enlevé et torturé pendant la dictature de Sékou Touré.

## Synopsis
Nadine Bari nous emmène sur une route en Guinée à la recherche de son mari guinéen.
En chemin elle nous raconte sa longue bataille auprès des autorités politiques pour découvrir la vérité sur la disparition de son mari. Parsemée de grands espoirs et de profonds désespoirs, son histoire ressemble à celle de milliers de femmes qui cherchent encore aujourd’hui la vérité sur le sort de leur mari, père, frère et fils disparus lors de la dictature de Sékou Touré.

## Fiche technique
- Réalisation : Catherine Veaux-Logeat
- Production : Catherine Drolet, Films de l’Oeil
- Scénario : Catherine Veaux-Logeat
- Montage : Andrea Henríquez
- Image : Yoan Cart
- Son : Martyne Morin, Hugo Brochu, Bruno Bélanger
- Musique : Michel Drapeau